# Верноле
Верноле (італ. Vernole, сиц. Ernule) — муніципалітет в Італії, у регіоні Апулія,  провінція Лечче.
Верноле розташоване на відстані близько 520 км на схід від Рима, 155 км на південний схід від Барі, 14 км на південний схід від Лечче.
Населення — 7200 осіб (2014).
Щорічний фестиваль відбувається 26 липня. Покровитель — Sant'Anna e San Gioacchino.

## Демографія
Населення за роками:

Станом на 1 січня 2023 року в муніципалітеті офіційно проживало 160 іноземців з 32 країн, серед них 46 громадян країн Євросоюзу та 1 громадянин України.

## Сусідні муніципалітети
- Калімера
- Кастрі-ді-Лечче
- Лечче
- Ліццанелло
- Мелендуньо